# César Alonzo Mora
Cesar Ricardo Alonzo Mora, es ingeniero en Administración de Empresas de Profesión, Master of Business Administration, Especialista en Dirección Proyecto por la Universidad de Viña del Mar, Chile.

## Vida personal
Hijo de don Winfield Alonzo Sacón y doña María Trinidad Mora Basurto; nació el 23 de agosto de 1966. Político, agricultor y empresario de la ciudad de El Empalme, Provincia del Guayas, Ecuador.

## Trayectoria política
Elegido democráticamente por el partido Sociedad Patriótica en las elecciones del año 2006 como diputado del Honorable Congreso Nacional de la República del Ecuador. Perseguido político en el régimen correísta desde 2007 hasta 2019. Doce años después, la Sala Especializada de lo Penal, Penal Militar, Penal Policial y de Tránsito lo declaró inocente de las infundadas acusaciones. Sus ideales políticos están orientados no a la izquierda, ni a la derecha, ni al centro. Es un político firmemente convencido de la posmodernidad, de una sociedad que lucha por la sobrevivencia, la preservación de la naturaleza y el bienestar del ser humano basado en el uso adecuado de los recursos mediante la aplicación del conocimiento, la ciencia y la tecnología.
Ha sido muy criticado por sus adversarios políticos, puesto que no ha dudado en decir verdades que favorecen los intereses de las clases más vulnerables. Conocido en su tierra natal por sus acciones de servicios comunitario, sobre todo al sector rural.